# Pare Noel i companyia
Pare Noel i companyia (originalment en francès, Santa et Cie) és una pel·lícula de comèdia de fantasia francobelga de 2017 escrita i dirigida per Alain Chabat. Forma part del gènere de les pel·lícules nadalenques i barreja aventura i humor. S'ha subtitulat al català oriental, i s'ha doblat al valencià per a À Punt.

## Repartiment
- Alain Chabat: Pare Noel
- Pio Marmaï: Thomas, l'advocat
- Golshifteh Farahani: Amélie, dona d'en Thomas
- Bruno Sanches: Magnus i tots els altres lutins
- Louise Chabat: tots els lutins
- Tara Lugassy: Maëlle, filla d'en Thomas i de l'Amélie
- Simon Aouizerate: Mathis, fill d'en Thomas i de l'Amélie
- David Marsais: inspector Olivier Le Guennec
- Grégoire Ludig: comissari Stéphane Bertoli
- Audrey Tautou: Wanda, dona del Pare Noel